# مايكل هانسون
مايكل هانسون (بالألمانية: Michael Hansson) (و. 1972  م) هو لاعب كرة قدم، من السويد.

## روابط خارجية
- مايكل هانسون على موقع قاعدة بيانات كرة القدم.إي يو (الإنجليزية)
- مايكل هانسون على موقع ناشيونال فوتبول تيمز (الإنجليزية)
- مايكل هانسون على موقع Soccerway.com (الإنجليزية)
- مايكل هانسون على موقع عالم كرة القدم.نت (الإنجليزية)